# Abyssinien (cheval)
L’Abyssinien est une race de chevaux originaire du nord de l'Éthiopie. Il ressemble à l'Arabe-Barbe, et ne dispose d'aucun stud-book. Ces chevaux sont morphologiquement peu réguliers et peu homogènes. Ils sont utilisés pour de nombreuses tâches, montés, bâtés ou attelés. Leur capacité au travail dans les zones montagneuses est appréciée.

## Dénomination
D'après l'écrivain Giacomo Giammatteo, la seule graphie juste du nom de cette race de chevaux, fait appel à une initiale en majuscules, dans la mesure où cette race est nommée d'après la région d'Abyssinie.

## Histoire
La race est également connue sous le nom de « Galla », mais ce dernier nom est considéré comme insultant par les Oromos. Elle est fréquemment confondue avec le cheval d'Oromo. Les Abyssiniens seraient arrivés en Éthiopie en suivant les côtes de la mer Rouge. Ils sont exportés vers l'Angleterre dans les années 1860.
La race ne dispose pas de stud-book.

## Description
La base de données DAD-IS référence une taille moyenne de 1,25 m chez les femelles et de 1,29 m chez les mâles. La taille peut présenter de grandes variations. L'Abyssinien est proche de l'Arabe-Barbe, mais sa morphologie est irrégulière, avec un ventre pansu et un dos souvent creux. Le tour de poitrine est souvent inférieur en taille à celui des autres races de chevaux éthiopiennes, et le format est en général plus réduit. Cela a été attribué à l'usage intensif de la race au travail.
Ces chevaux portent différentes couleurs de robe. Leur particularité est d'avoir un poil dru et une crinière qui pousse en bataille. Beaucoup ont les yeux verts, grâce à la présence d'un gène particulier.
En termes de caractérisation, l'Abyssinien est divergent morphologiquement du Bale, et très proche du Selale. Ces deux dernières races appartiennent au même groupe.

## Utilisations

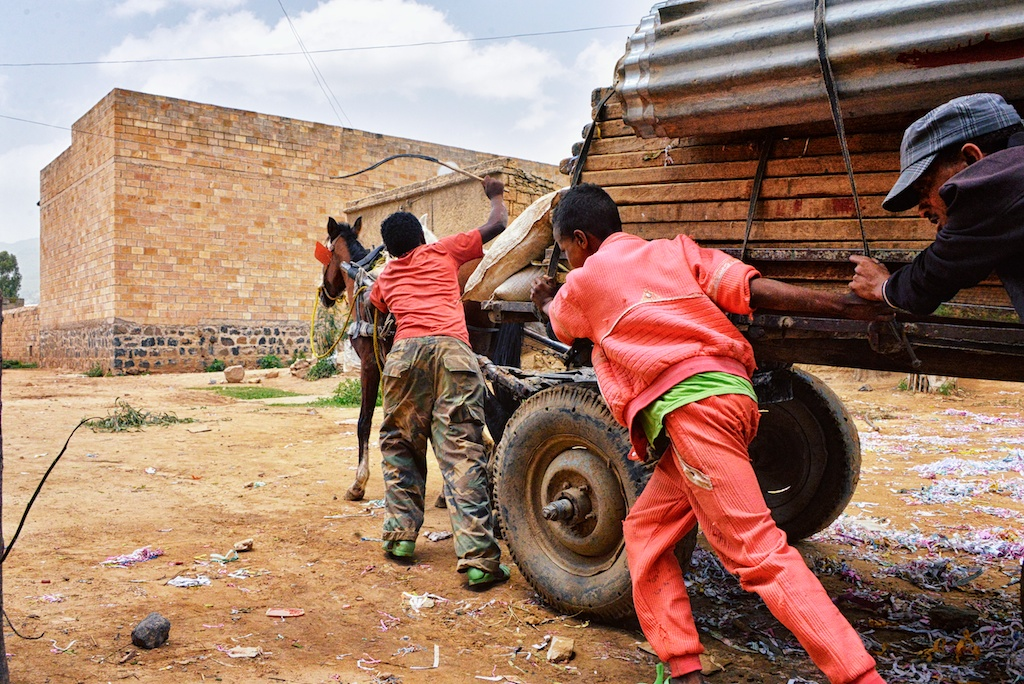
Abyssinien bai attelé à Adigrat.

La race sert à tous types de travaux, en particulier pour la traction et le transport, notamment le labour et la traction de charges. Ils sont la principale force de traction animale dans leur région d'origine. Malgré leur petite taille, les Abyssiniens sont appréciés pour leur force et leur habileté à vivre et à travailler dans les zones montagneuses.

## Diffusion de l'élevage

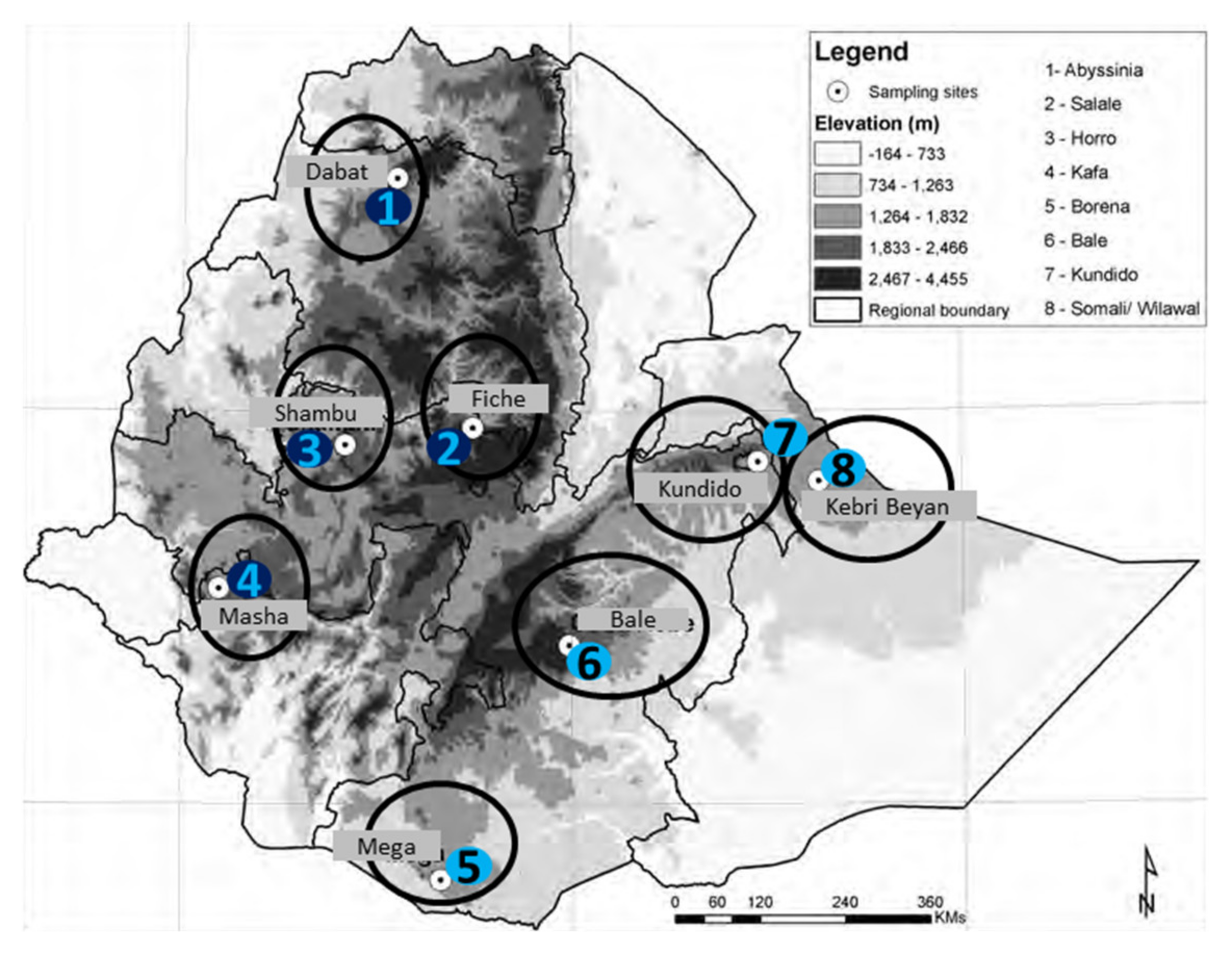
Répartition des races de chevaux d'Éthiopie. L'Abyssinien est ici représenté par le numéro 1.

L'Abyssinien est surtout présent dans le Nord de l'Éthiopie, tout particulièrement dans le nord du Gondar, près de la chaîne de montagnes Semien,. L'étude menée par Rupak Khadka de l'université d'Uppsala, publiée en août 2010 pour la FAO, signale l′Abyssinian comme une race locale africaine dont le niveau de menace est inconnu.